# Reichenowellidae
Famille
Les Reichenowellidae sont une famille de Ciliés de la classe des Heterotrichea et de l’ordre des Heterotrichida.

## Étymologie
Le nom de la famille vient du genre type Reichenowella, donné par Kahl en hommage au protistologiste Eduard Reichenow (en).

## Description

### La famille
Les espèces des deux genres de cette famille diffèrent de tous les autres Heterotriches en ce qu'elles n'ont pas de pharynx et pas de bouche reconnaissable de l'extérieur. Cette apparence, qui rappelle celle de certains pleurostomes, dont la bouche est une fente extrêmement fine, souvent visible uniquement quand l’organisme mange, est très inhabituelle chez un hétérotriche. 
D'ailleurs, quand il décrivit l'espèce Balantidiopsis muscicola (première espèce à avoir été décrite dans cette famille), le protistologue français E. Penard écrivit « il ne m'a pas été possible d'arriver à une compréhension définitive de l'appareil buccal. ». 
La zone apicale est typique : elle commence sur une pente ventrale antérieure et s'étend ventralement chez Balantidioides, tandis que chez Reichenowella elle est se limite à un simple contrefort.

### L'espèceReichenowella nigricans
L'espèce type Reichenowella nigricans a une taille de 200 à 250 μm, est mince comme un cilé de la famille des Spathidiidae. La partie antérieure de la cellule présente 7 à 8 membranelles, 3 à 4 membranelles légèrement courbées se dressant dans cette zone. La bouche n’est pas visible même en exerçant une forte pression sur l’organisme (que l'infusoire tolère bien) ; c’est probablement une fente près de la apicale. Des stries moyennement larges (environ 12 rangs) sont observées de chaque côté de la cellule ; elles sont densément ciliées et de longueur moyenne. Striation du péristome se compose de 6 à 8 rangées perlées
Entoplasme est noirâtre du fait de l'existence de réserve graisseuse ovale brillante (paraglycogène ?), hyaline uniquement dans le péristome. Le macronoyau est long, tortueux. On note 2 à 3 micronoyaux et une vacuole contractile terminale, avec canaux latéraux. 
L'organisme nage en rotation légèrement tordue, semblable au genre Spathidium.

## Habitat
Kahl a récolté Reichenowella nigricans dans des sédiments sapropels près de Hambourg, et dans un fossé de sédiments sapropels légèrement salés près de Oldesloe (land de Schleswig-Holstein).

## Liste des genres
Selon GBIF (4 février 2023) :
- Balantidioides Penard, 1930 in Kahl, 1930
  - Genre synonyme : Transitella Gellert, 1950
- Reichenowella Kahl, 1932
  - Espèce type : Reichenowella nigricans Kahl, 1932

## Systématique
Le nom valide de ce taxon est Reichenowellidae Kahl, 1932.
La famille des Reichenowellidae a pour synonyme celle des Transitellidae (genre type Transitella Gellért, 1950).